# Phytomyza ceanothi
Phytomyza ceanothi är en tvåvingeart som beskrevs av Spencer 1986. Phytomyza ceanothi ingår i släktet Phytomyza och familjen minerarflugor.
Artens utbredningsområde är Kansas. Inga underarter finns listade i Catalogue of Life.